# Liste der Bodendenkmäler in Schalkham
Auf dieser Seite sind die Bodendenkmäler in der niederbayerischen Gemeinde Schalkham zusammengestellt. Diese Tabelle ist eine Teilliste der Liste der Bodendenkmäler in Bayern. Grundlage ist die Bayerische Denkmalliste, die auf Basis des Bayerischen Denkmalschutzgesetzes vom 1. Oktober 1973 erstmals erstellt wurde und seither durch das Bayerische Landesamt für Denkmalpflege geführt wird. Die folgenden Angaben ersetzen nicht die rechtsverbindliche Auskunft der Denkmalschutzbehörde.

## Bodendenkmäler der Gemeinde Schalkham

### Bodendenkmäler in der Gemarkung Hölsbrunn
| Lage                 | Objekt                                                | Akten-Nr.     | Bild |
| -------------------- | ----------------------------------------------------- | ------------- | ---- |
| Hölsbrunn (Standort) | Siedlung oder Gräber vorgeschichtlicher Zeitstellung. | D-2-7540-0136 |      |

### Bodendenkmäler in der Gemarkung Jesendorf
| Lage                 | Objekt                                                         | Akten-Nr.     | Bild |
| -------------------- | -------------------------------------------------------------- | ------------- | ---- |
| Jesendorf (Standort) | Verebnete Grabhügel vor- und frühgeschichtlicher Zeitstellung. | D-2-7540-0030 |      |

### Bodendenkmäler in der Gemarkung Johannesbrunn
| Lage                     | Objekt | Akten-Nr.     | Bild |
| ------------------------ | --- | ------------- | ---- |
| Johannesbrunn (Standort) | Grabhügel vorgeschichtlicher Zeitstellung, unter anderem der mittleren Bronzezeit.                                                                                             | D-2-7540-0002 |      |
| Johannesbrunn (Standort) | Siedlung vorgeschichtlicher Zeitstellung, unter anderem wohl des Neolithikums.                                                                                                 | D-2-7540-0069 |      |
| Johannesbrunn (Standort) | Siedlung der Bronzezeit. | D-2-7540-0070 |      |
| Johannesbrunn (Standort) | Siedlung vorgeschichtlicher Zeitstellung, unter anderem der Latènezeit. | D-2-7540-0071 |      |
| Johannesbrunn (Standort) | Untertägige mittelalterliche und frühneuzeitliche Befunde im Bereich der abgegangenen Kirche St. Johannes in Johannesbrunn mit zugehörigem Friedhof und ihrer Vorgängerbauten. | D-2-7540-0123 |      |

### Bodendenkmäler in der Gemarkung Schalkham
| Lage                 | Objekt | Akten-Nr.     | Bild |
| -------------------- | --- | ------------- | ---- |
| Schalkham (Standort) | Siedlung der Stichbandkeramik bzw. der Münchshöfener Gruppe und des Endneolithikums. | D-2-7540-0050 |      |
| Schalkham (Standort) | Siedlung neolithischer Zeitstellung, unter anderem der Stichbandkeramik/Gruppe Oberlauterbach, des Spätneolithikums oder der frühen Bronzezeit, sowie allgemein der;Metallzeiten (späte Bronzezeit oder Urnenfelderzeit).                   | D-2-7540-0051 |      |
| Schalkham (Standort) | Siedlung der mittleren und späten Bronzezeit und der Urnenfelderzeit. | D-2-7540-0052 |      |
| Schalkham (Standort) | Siedlung des Spätneolithikums oder der Bronzezeit. | D-2-7540-0053 |      |
| Schalkham (Standort) | Siedlung des Neolithikums, unter anderem der Altheimer Gruppe, sowie vor- und frühgeschichtlicher Zeitstellung. | D-2-7540-0055 |      |
| Schalkham (Standort) | Siedlung vor- und frühgeschichtlicher Zeitstellung. | D-2-7540-0056 |      |
| Schalkham (Standort) | Verebnete Grabhügel vorgeschichtlicher Zeitstellung. | D-2-7540-0057 |      |
| Schalkham (Standort) | Körpergräber und Siedlung vor- und frühgeschichtlicher Zeitstellung. | D-2-7540-0058 |      |
| Schalkham (Standort) | Verebnetes ovales Grabenwerk und Siedlung vorgeschichtlicher Zeitstellung, unter anderem der Stichbandkeramik, der Gruppe Oberlauterbach, der Münchshöfener und Altheimer Gruppe, der Bronzezeit oder Urnenfelderzeit sowie der Latènezeit. | D-2-7540-0059 |      |
| Schalkham (Standort) | Siedlung vor- und frühgeschichtlicher Zeitstellung. | D-2-7540-0061 |      |
| Schalkham (Standort) | Siedlung vorgeschichtlicher Zeitstellung. | D-2-7540-0062 |      |
| Schalkham (Standort) | Siedlung allgemein vorgeschichtlicher und neolithischer Zeitstellung, unter anderem des Spätneolithikums oder der frühen Bronzezeit, der Bronzezeit oder Urnenfelderzeit sowie der Latènezeit.                                              | D-2-7540-0063 |      |
| Schalkham (Standort) | Siedlung vorgeschichtlicher Zeitstellung, wohl der Bronzezeit. | D-2-7540-0064 |      |
| Schalkham (Standort) | Siedlung des Neolithikums, wohl des Spätneolithikums, sowie der Bronzezeit. | D-2-7540-0065 |      |
| Schalkham (Standort) | Siedlung des Neolithikums. | D-2-7540-0066 |      |
| Schalkham (Standort) | Verebnetes rundes Grabenwerk vor- und frühgeschichtlicher Zeitstellung oder Burgstall des Mittelalters. | D-2-7540-0113 |      |
| Schalkham (Standort) | Untertägige mittelalterliche und frühneuzeitliche Befunde im Bereich der Katholischen Kirche St. Rupert in Leberskirchen und ihrer Vorgängerbauten.                                                                                         | D-2-7540-0145 |      |
| Schalkham (Standort) | Untertägige mittelalterliche und frühneuzeitliche Befunde im Bereich der Katholischen Kirche St. Bartholomäus in Eggenpoint und ihrer Vorgängerbauten.                                                                                      | D-2-7540-0151 |      |
| Schalkham (Standort) | Untertägige mittelalterliche und frühneuzeitliche Befunde im Bereich der Katholischen Kirche St. Wolfgang in Möllersdorf und ihrer Vorgängerbauten.                                                                                         | D-2-7540-0157 |      |
| Schalkham (Standort) | Untertägige mittelalterliche und frühneuzeitliche Befunde im Bereich der Katholischen Kirche St. Michael in Westerskirchen und ihrer Vorgängerbauten.                                                                                       | D-2-7540-0162 |      |
| Schalkham (Standort) | Siedlung bzw. Bestattungsplatz vorgeschichtlicher Zeitstellung. | D-2-7540-0240 |      |
| Schalkham (Standort) | Siedlung vor- und frühgeschichtlicher Zeitstellung bzw. des Mittelalters/der Neuzeit. | D-2-7540-0241 |      |
| Schalkham (Standort) | Siedlung allgemein vorgeschichtlicher und neolithischer Zeitstellung. | D-2-7540-0243 |      |
| Schalkham (Standort) | Siedlung vor- und frühgeschichtlicher Zeitstellung. | D-2-7540-0249 |      |